# Gebr. Graef
Die Gebr. Graef GmbH & Co KG mit Sitz in Arnsberg ist ein deutscher Hersteller elektrischer Haushaltsgeräte und professioneller Schneidemaschinen für den privaten oder gewerblichen Einsatz.

## Geschichte
1920 gründeten Hermann Graef und seine Brüder das Unternehmen. 1921 folgte das erste Werksgebäude in Arnsberg. Die ersten Produktionen waren Gardinenstangen, Holzspielzeug und Reißbrettstifte. Aufgrund der Weltwirtschaftskrise stellten die Gebrüder Graef ihre Produktion auf Spanholzschachteln für Reißbrettstifte um. Die Krise wurde unbeschadet bewältigt, weil es nur wenige Wettbewerber gab. Während die Brüder ihren Kriegsdienst absolvierten, wurden im Werk Auftragsarbeiten anderer Unternehmen durchgeführt.
In der Nacht vom 16. auf den 17. Mai 1943 wurde die Möhnetalsperre durch die Alliierten bombardiert und gesprengt. Durch die Wassermassen wurde ein großer Teil des Graef-Werks zerstört. Nach dem Tod des Firmengründers und nach Kriegsende begannen die Söhne mit dem Wiederaufbau des Unternehmens.
In den Jahren des Wirtschaftswunders begannen die Graef-Söhne mit der Herstellung der ersten Schneidemaschinen. Mitte der 1960er-Jahre gab es noch keine elektrisch betriebenen Allesschneider für private Haushalte, und 1968 brachte Graef die EH-170 T auf den Markt. Eine Besonderheit des Geräts war die schräge Anbringung des Motors zum Messer, damit Scheiben während des Schneidevorgangs nicht am Gehäuse zerbrechen. Die Konstruktionsidee ließ sich Graef beim Deutschen Patentamt schützen.
1983 erschien der erste Freiraumschneider, ein Allesschneider mit einer freitragenden Konstruktion.
2000 wurde der erste Kippschneider für den Haushaltsbereich auf den Markt gebracht. 2004 wurde die schwebende Konstruktion des Allesschneiders NAVIS N1 zum Patent angemeldet. Der freischwebende Motorkörper erlaubte es, das Schneidgut direkt unter dem Messer aufzufangen. 2020 brachte das Unternehmen mit dem SKS700 den ersten Feinschneider mit einem Beleuchtungskonzept auf den Markt. Die Beleuchtung dient dabei nicht nur visuellen Zwecken, sondern trägt mit pulsierendem rotem Licht bei geöffnetem Messer auch zu einer höheren Sicherheit bei. Der Feinschneider wurde 2022 mit dem Red Dot Award: Product Design 2022 ausgezeichnet. Graef erweiterte in den folgenden Jahren sein Produktportfolio deutlich für den Haushaltsbereich.
2020 feierte das Unternehmen sein 100-jähriges Jubiläum. Das Jahr 2022 startete das mittlerweile in vierter Generation geführte Familienunternehmen mit der Einführung eines neuen Markenclaims: „Für heute. Für morgen. Für dich.“ Im Rahmen seiner Nachhaltigkeitsstrategie übernahm das Unternehmen in diesem Jahr auch die Schirmherrschaft des lokalen Wiederaufforstungsprojekt WaldLokal in Warstein im Sauerland. 2022 bringt Graef außerdem seine erste Küchenmaschine auf den Markt.

## Produktsortiment
Graef teilt seine Produkte in drei verschiedene Produktgruppen ein: In die Gruppe SlicedKitchen fallen alle Allesschneider sowie Messerschärfer, die CoffeeKitchen umfasst Siebträger-Espressomaschinen, Kaffeemühlen, Filterkaffeemaschinen und Milchaufschäumer während in der sogenannten DeliKitchen verschiedene Haushaltskleingeräte, wie zum Beispiel Wasserkocher, Toaster, Zerkleinerer, Dörrautomaten, Stabmixer, eine Eismaschine, ein Fleischwolf und eine Küchenmaschine angeboten werden.
Für den gewerblichen Bereich bietet Graef seit 1958 auch Profimaschinen an. Die Modelle sind flexibel und individuell auf die jeweiligen Rahmenbedingungen im Gewerbeumfeld angepasst. Auch hier sind die Maschinen in verschiedene Modelllinien unterteilt. Dazu zählen die Concept Line, deren Schneidemaschinen nach Baukastenprinzip den unterschiedlichen Bedürfnissen angepasst werden können, die Master Line, die Solido Line, die AutoMaster Line mit Halb- und Vollautomaten sowie die Einzelmaschinen AutoManuale, Bistro und der Twin Cut-Brötchenschneider.

## Auszeichnungen
- Seit 2004 wurde GRAEF mehrfach zur „Marke des Jahrhunderts“ gekürt, zuletzt 2022.[6]
- Der Allesschneider NAVIS N1 wurde 2005 mit dem „Red Dot Award“ und 2006 mit dem „Design-Preis“ ausgezeichnet.[7]
- „red dot design award“ 2005 und „Design-Preis“ 2006[8]
- „Plus X Award“ in der Kategorie Design in den Jahren 2006 (2 Produkte), 2007 und 2011 (2 Produkte); in der Kategorie High Quality/Design 2009 für vier Produkte; in der Kategorie Design/High Quality/Bedienbarkeit 2011 (2 Produkte).
- Am 15. Oktober 2009 wurde die Gebr. Graef GmbH & Co. KG auf der Frankfurter Buchmesse mit dem Preis „Marke des Jahrhunderts“ ausgezeichnet[9][10]
- „Plus X Award“ als „Beste Marke des Jahres 2020“[11]
- 2020 sammelte der Küchengerätehersteller die meisten Plus-X-Award-Gütesiegel innerhalb seiner Produktgruppe und wurde daher zusätzlich als „Innovativste Marke 2020“ ausgezeichnet.[12]
- 2022 gewann das Unternehmen den „Plus X Award für Nachhaltigkeit“.[13]
- 2022 wurde der Allesschneider SKS700 mit dem „Red Dot Award“ in der Kategorie „Product Design“ ausgezeichnet.[14]